# Orthosaris strictulata
Orthosaris strictulata är en fjärilsart som beskrevs av Edward Meyrick 1914. Orthosaris strictulata ingår i släktet Orthosaris och familjen spinnmalar. Inga underarter finns listade i Catalogue of Life.